# Valle de Beraca
El Valle de Beraca  es un valle descrito en la Biblia (Antiguo Testamento) de importancia para los judíos y los cristianos. Fue nombrado el "Valle de las Bendiciones (" bendición" es berakhah en hebreo) por Josafat después de su victoria sobre Moab y Amón, como se narra en el Libro de las Crónicas.
El valle se encuentra en la carretera principal de las actuales Hebrón y Jerusalén.
Según las crónicas, Josafat reunió a su pueblo y oraba a Dios por su liberación. Dios respondió a su oración con la agitación hasta que el enemigo se matara entre sí. Cuando Josafat y su ejército entraron en el valle el enemigo se había destruido completamente a sí mismo. El ejército estuvo tres días recogiendo los objetos de valor del enemigo, incluyendo oro, plata y piedras preciosas. De ahí que el valle se llamara "El Valle de la Bendición".Según crónicas